# Championnat de Formula Nippon 2007
Le championnat de Formula Nippon 2007 a été remporté par le pilote japonais Tsugio Matsuda, sur une Lola-Toyota du Team Impul.

## Engagés
| Écurie                     | #  | Pilotes                 | Châssis   | Moteur       | Épreuves |
| -------------------------- | -- | ----------------------- | --------- | ------------ | -------- |
| Lawson Team Impul          | 1  | Benoît Tréluyer         | Lola FN06 | Toyota RV8J  | Tous     |
| Lawson Team Impul          | 2  | Tsugio Matsuda          | Lola FN06 | Toyota RV8J  | Tous     |
| Lawson Team Impul          | 19 | Satoshi Motoyama        | Lola FN06 | Toyota RV8J  | Tous     |
| Lawson Team Impul          | 20 | Michael Krumm           | Lola FN06 | Toyota RV8J  | Tous     |
| Kondo Racing               | 3  | Masataka Yanagida       | Lola FN06 | Toyota RV8J  | Tous     |
| Kondo Racing               | 4  | João Paulo de Oliveira  | Lola FN06 | Toyota RV8J  | Tous     |
| SG Team 5Zigen             | 5  | Katsuyuki Hiranaka      | Lola FN06 | Honda HF386E | Tous     |
| SG Team 5Zigen             | 6  | Hiroki Yoshimoto        | Lola FN06 | Honda HF386E | Tous     |
| Team LeMans                | 7  | Tatsuya Kataoka         | Lola FN06 | Toyota RV8J  | Tous     |
| Team LeMans                | 8  | Toranosuke Takagi       | Lola FN06 | Toyota RV8J  | Tous     |
| Cerumo                     | 11 | Yuji Tachikawa          | Lola FN06 | Toyota RV8J  | Tous     |
| Cerumo                     | 12 | Kota Sasaki             | Lola FN06 | Toyota RV8J  | 1-5      |
| Kanaan Racing              | 27 | Tony Kanaan             | Lola FN06 | Honda HF386E | 9        |
| Nakajima Racing            | 31 | Loïc Duval              | Lola FN06 | Honda HF386E | Tous     |
| Nakajima Racing            | 32 | Takashi Kogure          | Lola FN06 | Honda HF386E | Tous     |
| Inging                     | 33 | Ronnie Quintarelli      | Lola FN06 | Toyota RV8J  | Tous     |
| Inging                     | 34 | Naoki Yokomizo          | Lola FN06 | Toyota RV8J  | Tous     |
| TOM'S                      | 36 | André Lotterer          | Lola FN06 | Toyota RV8J  | Tous     |
| TOM'S                      | 37 | Seiji Ara               | Lola FN06 | Toyota RV8J  | Tous     |
| Dandelion Racing           | 40 | Bjorn Wirdheim          | Lola FN06 | Honda HF386E | Tous     |
| Dandelion Racing           | 41 | Fabio Carbone           | Lola FN06 | Honda HF386E | Tous     |
| Autobacs Racing Team Aguri | 55 | Yuji Ide                | Lola FN06 | Honda HF386E | Tous     |
| Autobacs Racing Team Aguri | 56 | Toshihiro Kaneishi (en) | Lola FN06 | Honda HF386E | Tous     |

## Règlement sportif

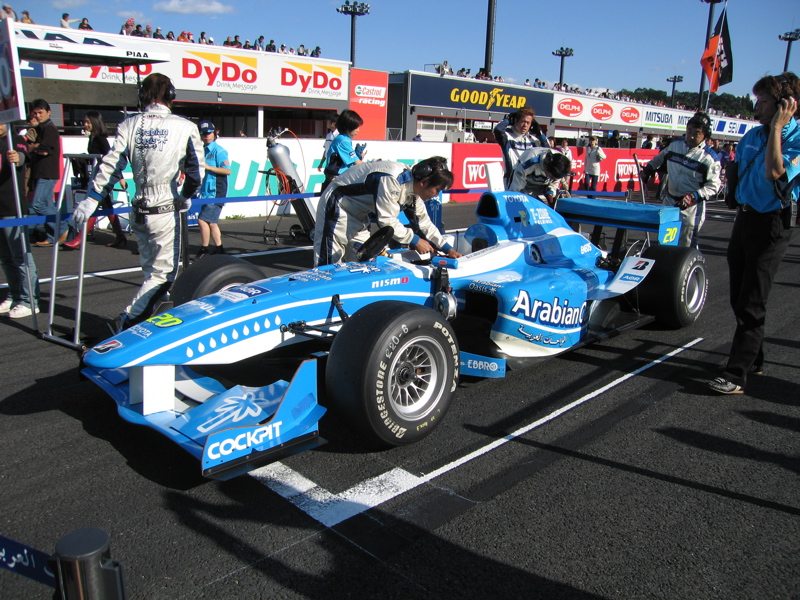
La Lola-Toyota de Michael Krumm au départ de la manche de Motegi le 21 octobre.

- L'attribution des points s'effectue selon le barème 10,8,6,5,4,3,2,1. La F.Nippon s'aligne donc sur le barème utilisé depuis 2003 par la Formule 1.
- Tous les résultats comptent.
- Châssis unique Lola FN06.
- Moteurs Honda et Toyota.

## Courses de la saison 2007
| Date         | Lieu    | Vainqueur          | Nationalité | Voiture     | Écurie          |
| 1er avril    | Fuji    | Benoît Tréluyer    | France      | Lola-Toyota | Team Impul      |
| 15 avril     | Suzuka  | Satoshi Motoyama   | Japon       | Lola-Toyota | Team Impul      |
| 20 mai       | Motegi  | Takashi Kogure     | Japon       | Lola-Honda  | Nakajima Racing |
| 10 juin      | Okayama | Ronnie Quintarelli | Italie      | Lola-Toyota | Inging          |
| 8 juillet    | Suzuka  | Satoshi Motoyama   | Japon       | Lola-Toyota | Team Impul      |
| 26 août      | Fuji    | André Lotterer     | Allemagne   | Lola-Toyota | TOM'S           |
| 16 septembre | Sugo    | Takashi Kogure     | Japon       | Lola-Honda  | Nakajima Racing |
| 21 octobre   | Motegi  | Takashi Kogure     | Japon       | Lola-Honda  | Nakajima Racing |
| 18 novembre  | Suzuka  | Satoshi Motoyama   | Japon       | Lola-Toyota | Team Impul      |

## Classement des pilotes
| Classement | Pilote                 | Pays      | Voiture     | Écurie           | Nombre de points |
| ---------- | ---------------------- | --------- | ----------- | ---------------- | ---------------- |
| 1er        | Tsugio Matsuda         | Japon     | Lola-Toyota | Team Impul       | 46               |
| 2e         | Benoît Tréluyer        | France    | Lola-Toyota | Team Impul       | 45               |
| 3e         | Takashi Kogure         | Japon     | Lola-Honda  | Nakajima Racing  | 41               |
| 4e         | Satoshi Motoyama       | Japon     | Lola-Toyota | Team Impul       | 38               |
| 5e         | André Lotterer         | Allemagne | Lola-Toyota | TOM'S            | 37               |
| 6e         | Loïc Duval             | France    | Lola-Honda  | Nakajima Racing  | 31               |
| 7e         | Ronnie Quintarelli     | Italie    | Lola-Toyota | Team Inging      | 27               |
| 8e         | João Paulo de Oliveira | Brésil    | Lola-Toyota | Kondo Racing     | 18               |
| 9e         | Bjorn Wirdheim         | Suède     | Lola-Honda  | Dandelion Racing | 17               |
| 10e        | Michael Krumm          | Allemagne | Lola-Toyota | Team Impul       | 12               |
| 11e        | Seiji Ara              | Japon     | Lola-Honda  | TOM'S            | 11               |
| 12e        | Yuji Tachikawa         | Japon     | Lola-Toyota | Team Cerumo      | 11               |
| 13e        | Yuji Ide               | Japon     | Lola-Honda  | Aguri Racing     | 6                |
| 14e        | Tatsuya Kataoka        | Japon     | Lola-Toyota | Team LeMans      | 5                |
| 15e        | Fabio Carbone          | Brésil    | Lola-Honda  | Dandelion Racing | 3                |
| 16e        | Toranosuke Takagi      | Japon     | Lola-Toyota | Team LeMans      | 3                |

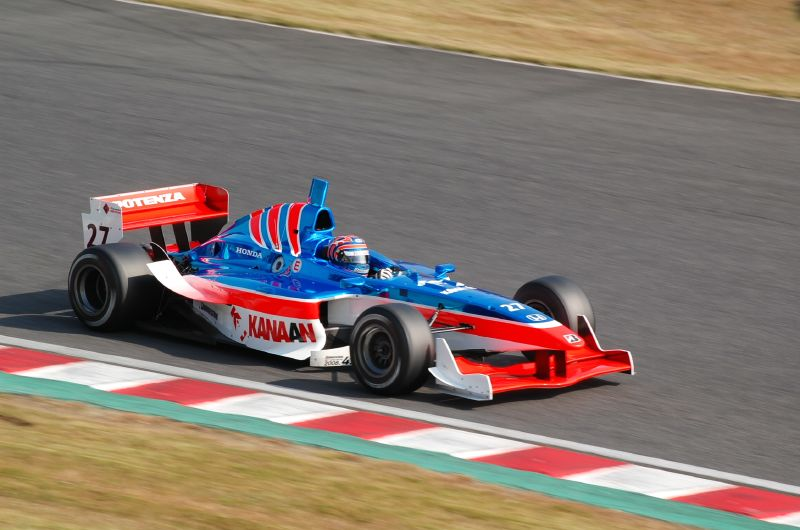
Tony Kanaan lors de son apparition en Formula Nippon à Suzuka.

Invité par Honda à disputer la dernière manche de la saison à Suzuka, le pilote brésilien Tony Kanaan, classé 6e, n'était pas éligible pour marquer des points et ne figure donc pas au classement.

## Classement des écuries
| Classement | Écurie                  | Nombre de points |
| ---------- | ----------------------- | ---------------- |
| 1er        | Mobilecast Team Impul   | 91               |
| 2e         | PIAA Nakajima Racing    | 72               |
| 3e         | Arabic Oasis Team Impul | 50               |
| 4e         | DHG TOM'S               | 48               |
| 5e         | BOSS Team Inging        | 27               |
| 6e         | DoCoMo Dandelion Racing | 20               |
| 7e         | Carchs Kondo Racing     | 18               |
| 8e         | Team LeMans             | 8                |
| 9e         | Team Cerumo             | 7                |
| 10e        | Arta Aguri Racing       | 6                |
| 11e        | Reckless Cerumo         | 4                |